# Amerikaanse bontbekplevier
De Amerikaanse bontbekplevier (Charadrius semipalmatus) is een waadvogel uit de familie van plevieren (Charadriidae).

## Verspreiding en leefgebied
Deze soort komt voor in de toendra's van Alaska, in Yukon en de noordwestelijke gebieden, zuidelijk van Nunavut (Canada). In de winter trekt deze vogel naar het zuiden van de Verenigde Staten, de Caribische eilanden en aan de kust van Midden- en Zuid-Amerika.

## Status
De grootte van de populatie is in 2006 geschat op 150 duizend individuen. Op de Rode lijst van de IUCN heeft deze soort de status niet bedreigd.